# 8. nordlige breddekreds
Den 8. nordlige breddekreds (eller 8 grader nordlig bredde) er en breddekreds, der ligger 8 grader nord for ækvator. Den løber gennem Afrika, det Indiske Ocean, Sydasien, Sydøstasien, Stillehavet, Mellemamerika, Sydamerika og Atlanterhavet.